# Naby Keïta
Naby Leye Keïta (ur. 10 lutego 1995 w Konakry) – gwinejski piłkarz występujący na pozycji pomocnika, reprezentant Gwinei, której jest kapitanem.

## Kariera klubowa
Swoją karierę piłkarską Keïta rozpoczął w klubie Santoba FC. W 2010 roku zadebiutował w jego barwach w pierwszej lidze gwinejskiej. W 2013 roku przeszedł do klubu Horoya AC. W sezonie 2013 wywalczył z Horoyą mistrzostwo kraju oraz zdobył Puchar Gwinei.
Latem 2013 roku Keïta przeszedł do drugoligowego francuskiego klubu FC Istres. Swój debiut w nim zaliczył 22 listopada 2013 roku w wygranym 4:2 domowym meczu z Nîmes Olympique. W debiucie zdobył gola. Na koniec sezonu 2013/14 spadł z Istres z drugiej do trzeciej ligi.
W 2014 roku Keïta podpisał kontrakt z austriackim Red Bullem Salzburg. Zadebiutował w nim 26 lipca 2014 roku w wygranym 5:0 wyjazdowym meczu z SC Wiener Neustadt. Swojego pierwszego gola w austriackiej lidze strzelił 22 lutego 2015 roku w zremisowanym 2:2 wyjazdowym meczu z SV Ried. W sezonie 2014/15 wywalczył z Red Bullem mistrzostwo Austrii.
Latem 2016 roku Gwinejczyk przeniósł się do siostrzanego klubu, beniaminka niemieckiej Bundesligi – RB Leipzig. Keïta podpisał wówczas czteroletni kontrakt. Drużyna spod znaku Red Bulla okazała się rewelacją rozgrywek i zajmując drugą lokatę, awansowała do Ligi Mistrzów.
W sierpniu 2017 roku klub z Lipska doszedł do porozumienia z Liverpool F.C., w którym uzgodniono, że reprezentant Gwinei dołączy do angielskiej drużyny 1 lipca 2018 roku.
19 czerwca 2023 na zasadzie wolnego transferu przeniósł się do Werderu Brema, z którym podpisał kontrakt do 2026.

## Kariera reprezentacyjna
W reprezentacji Gwinei Keïta zadebiutował 28 lipca 2013 roku w wygranym 1:0 meczu eliminacji do Mistrzostw Narodów Afryki 2014 z Mali. W 2015 roku został powołany do kadry na Puchar Narodów Afryki 2015. Wystąpił na nim w czterech meczach: zremisowanych po 1:1 z Wybrzeżem Kości Słoniowej, Kamerunem i z Mali oraz w przegranym 0:3 ćwierćfinale z Ghaną.

## Statystyki kariery
Aktualne na dzień 1 lutego 2020 r.
| 2013/14            | FC Istres          | Ligue 2            | 23  | 4  | 0  | 0 | 0 | 0 | —  | — | — | — | 23  | 4  |
| 2014/15            | Red Bull Salzburg  | Bundesliga         | 30  | 5  | 4  | 0 | — | — | 10 | 1 | — | — | 44  | 6  |
| 2015/16            | Red Bull Salzburg  | Bundesliga         | 29  | 12 | 5  | 2 | — | — | 3  | 0 | — | — | 37  | 14 |
| 2016/17            | RB Leipzig         | Bundesliga         | 31  | 8  | 1  | 0 | — | — | —  | — | — | — | 32  | 8  |
| 2017/18            | RB Leipzig         | Bundesliga         | 27  | 6  | 2  | 1 | — | — | 10 | 2 | — | — | 39  | 9  |
| 2018/19            | Liverpool          | Premier League     | 25  | 2  | 1  | 0 | 1 | 0 | 6  | 1 | — | — | 33  | 3  |
| 2019/20            | Liverpool          | Premier League     | 7   | 1  | 0  | 0 | 2 | 0 | 4  | 1 | 3 | 1 | 16  | 3  |
| Ogólnie w karierze | Ogólnie w karierze | Ogólnie w karierze | 172 | 38 | 13 | 3 | 3 | 0 | 33 | 5 | 3 | 1 | 224 | 47 |

## Sukcesy

### Red Bull Salzburg
- Mistrzostwo Austrii: 2014/2015, 2015/2016
- Puchar Austrii: 2014/2015, 2015/2016

### Liverpool
- Mistrzostwo Anglii: 2019/2020
- Puchar Anglii: 2021/2022
- Puchar Ligi Angielskiej: 2021/2022
- Tarcza Wspólnoty: 2022
- Liga Mistrzów UEFA: 2018/2019
- Klubowe mistrzostwo świata: 2019

### Wyróżnienia
- Piłkarz roku w Gwinei: 2015, 2021
- Piłkarz sezonu w Bundeslidze austriackiej: 2015/2016
- Drużyna sezonu w Bundeslidze: 2016/2017
- Drużyna sezonu w Lidze Europy UEFA: 2017/2018
- Drużyna roku CAF: 2018